# 拉威爾 (印第安納州)
拉威爾（英語：Larwill）是一個位於美國印地安納州惠特利縣的城鎮。

## 人口
根據2010年美國人口普查的數據，拉威爾的面積為0.46平方千米，當中陸地面積為0.46平方千米，而水域面積為0.00平方千米。當地共有人口283人，而人口密度為每平方千米615人。